# 法廷会計学
法廷会計学（ほうていかいけいがく、英: Forensic accounting, forensic accountancy, financial forensics、フォレンジック・アカウンティング）とは、法科学の一分野で、司法の為に用いられる会計学の
こと。会計や監査といった会計学の知識や技術に加えコンサルティングスキルや法的スキルを生かし、犯罪捜査や刑事事件、または民事で、トランザクションの解明のため、データ収集・分析・解析を行う。一般向けの分かり易い説明としては、「例えば、ロー&オーダーや、CSI:科学捜査班（といったドラマ）では、発砲された銃の弾丸の弾道を解明する、フォレンジック・アカウンティングでは、トランザクションがどのように行われたかを解明する」という説明がなされている。

## 用語
法科学（Forensic sciences）の諸分野において頭に付けられる「フォレンジック（“Forensic”）」（形容詞）は、ラテン語の“forēnsis”つまり「フォーラム（広場）」に由来している。ローマ帝国時代、「起訴」とは、ローマ市街の中心にあるフォロ・ロマーノで聴衆を前に訴状を公開することであった。被告と原告はともに自らの主張を行い、よりよい主張をしてより広く受け入れられたものが裁判において判決を下すことができた。この起源は、現代における“forensic”という語の２つの用法のもとになっている。一つ目は「法的に有効な」という意味、そして２つ目が「公開発表の」という意味の形容詞である。
2019年3月、日本ディスクロージャー研究学会の年報 「経営ディスクロージャー研究 2019年3月 第18号」によれば、日本の複数名の会計学者等による報告書として、「日本ではまだ学会、一般社会においてあまり知られていない法廷会計学を学会員に紹介し、不正の発生を防止する一施策としての『法廷会計学の創成』を提言する」として、「法廷会計学（Forensic Accounting）」の訳語が用いられた。ただ、まだ日本では「未導入」という事で、学会や資格なども設立されていない。対面式の授業も「日本では開講されていない」。
これらの事情のため、現状どれを取ることも出来ず、ページ名を「暫定的」とし、以下「フォレンジック・アカウンティング」とする。（現在改名議論中）

## 概要
前述の報告書で「（フォレンジック・アカウンティングの分野で）米国でも最もテキストとして浸透している著書」と紹介された「Forensic and Investigative Accounting (第８版)」は、初版2003年10月1日の発行である。その主著者のルイジアナ州立大学、会計学教授の Larry Crumbley（Ph.D.兼、CPA、MAFF、CRFAC、CFF、FCPA、RFI）はこの著作で「フォレンジック・アカウンティング」の「フォレンジック」を「"suitable for use in a court of law," 法の下で（適切に）利用される」と要約した。教授は300以上の論文を学術誌に発表しており、45冊以上の著作がある。
Larry Crumbley教授はさらに「多くの人がフォレンジック・アカウンティングを不正監査（fraud auditing）と同義語だと思っているようだが、フォレンジック・アカウンティングは異なるもの」とし、フォレンジック・アカウンティングでは、監査も行われ監査人が実施する場合もあるかもしれないが、フォレンジック・アカウンティングは監査だけでなく、他の会計スキルやコンサルティングスキルや法的スキルといった広い関わりの中での一つにすぎないとしている。静岡県立大学の上野准教授も「単なる法律的な要素と会計的な要素を組み合わせたものではなく、さまざまな、広範な知識と経験が必要とされる職業専門家であること、法廷会計学の領域は会計、監査、心理学、犯罪学、コンピュータ・フォレンジック、および訴訟支援を含んでいるので、一般に不正監査よりも幅広い」としている。
前述の報告書では、「法廷会計学が日本で開講されていない」ため「経営者倫理や不正理論を系統立てて学修する機会が欠如」してしまい「日本では経営者に低い倫理基準が適用され、結果的に会計不正が増加しているのではないかと予想できる」としている。また、「会計不正を検出するスキルを学修させる法廷会計学が日本において醸成されれば、経営者に対して適正な内部統制システムの整備を奨励することになる」のではないかとも述べ、フォレンジック・アカウンティングの意義の一つとした。
一般においても、「この分野においては、日本が欧米の先端の10～20年後ろを走っている」との指摘があり、「日本の公認会計士の多くが監査業務に携わっているのに対し、イギリス・アメリカの公認会計士の半数以上はそれ以外の事業会社・パブリックセクターに従事しています。また、特にアメリカは弁護士数が日本の40倍以上おり、訴訟が多発している特徴があるゆえ、積極的にその会計技術を利用してきた結果として、フォレンジックが会計の一分野として発達した」のではないかと考えられている。
海外においてはこの分野で、公認フォレンジック会計士 (Certified Forensic Accountant, CFA)（仮訳）といった資格も（複数）ある。

## 書籍・参考文献
- Forensic and Investigative Accounting (第8版)」Professor D. Larry Crumbley, et al.